# Gran Canaria Challenger
Il Gran Canaria Challenger è un torneo maschile di tennis professionistico facente parte dell'ATP Challenger Tour. Si tiene annualmente sui campi in terra rossa de El Cortijo Club de Campo di Las Palmas, in Spagna, dal 2021. Il giorno dopo la fine della  prima edizione ha avuto inizio sugli stessi campi la seconda.

## Albo d'oro

### Singolare
| Anno      | Campione             | Finalista               | Punteggio      |
| --------- | -------------------- | ----------------------- | -------------- |
| 2023      | Non disputato        | Non disputato           | Non disputato  |
| 2022      | Gianluca Mager       | Roberto Carballés Baena | 7–6(6), 6–2    |
| 2021 (II) | Carlos Gimeno Valero | Kimmer Coppejans        | 6–4, 6–2       |
| 2021 (I)  | Enzo Couacaud        | Steven Diez             | 7–6(5), 7–6(3) |

### Doppio
| Anno      | Campioni                         | Finalisti                                   | Punteggio        |
| --------- | -------------------------------- | ------------------------------------------- | ---------------- |
| 2023      | Non disputato                    | Non disputato                               | Non disputato    |
| 2022      | Sadio Doumbia Fabien Reboul      | Matteo Arnaldi Luciano Darderi              | 5–7, 6–4, [10–7] |
| 2021 (II) | Enzo Couacaud Manuel Guinard     | Javier Barranco Cosano Eduard Esteve Lobato | 6–1, 6–4         |
| 2021 (I)  | Lloyd Glasspool Harri Heliövaara | Kimmer Coppejans Sergio Martos Gornés       | 7–5, 6–1         |